# Смирнов, Владимир Васильевич (капитан 1-го ранга)
Влади́мир Васи́льевич Смирно́в (1856—?) — русский морской офицер, капитан 1-го ранга, участник Цусимского сражения.

## Биография
Сын надворного советника Тамбовской губернии.
- 11 сентября 1874 — Воспитанник Морского корпуса.
- 8 октября 1876 — Гардемарин.
- 8 октября 1878 — Мичман.
- 12 сентября 1880 — Командир роты экипажа клипера «Всадник».
- 5 декабря 1880 — Заведующий оружием при экипаже.
- 4 сентября 1881 — Адъютант при экипаже.
- 25 июля 1882 — В тихоокеанском плавании на корвете «Скобелев» (командир 5-й роты).
- В честь члена экипажа корвета «Скобелев» мичмана В. В. Смирнова назван остров Смирнова [Мегас] (Новая Гвинея, 5°05′ ю.ш., 145°50′ в.д., остров обследован и нанесён на карту экипажем корвета «Скобелев» в 1883 году, тогда же был присвоено название острову)[1].
- 1 января 1884 — Лейтенант.
- 12 сентября 1886 — 15 сентября 1888 — В составе учебно-артиллерийской команды.
- 4 ноября 1888 — Командир 10-й роты Санкт-Петербургского порта.
- Слушатель минного офицерского класса.
- В составе учебно-артиллерийского отряда.
- 10 сентября 1890 — Старший артиллерийский офицер крейсера «Африка».
- 12 марта 1892—1893 — Старший артиллерийский офицер канонерской лодки «Мина».
- Преподаватель.
- 19 апреля 1894 — Командир парохода «Нева».
- 14 мая 1896 — Капитан 2-го ранга.
- 16 декабря 1896—1898 — Старший офицер мореходной канонерской лодки «Гремящий».
- 23 марта 1898 — Командир канонерской лодки «Бурун».
- 1898—1899 — Командир миноносца «Сокол».
- 1899—1900 — Командир парохода «Нева»
- 1901—1902 — Командир мореходной канонерской лодки «Гремящий».
- 1903—1904 — Заведующий миноносцами и их экипажами.
- 6 декабря 1904 — Капитан 1-го ранга.
- 13 декабря 1904 — Командует эскадренным броненосцем «Император Николай I».
- 14-15 мая 1905 — Участвовал в Цусимском сражении, получил осколочное ранение в голову, но из строя не выбыл. Был одним из инициаторов сдачи в плен. По возвращении в Россию был предан суду, приговорён к смертной казни, заменённой 10 годами заключения в Петропавловской крепости.
- 1909 — Освобождён из заключения.

## Отличия
- Орден Святой Анны III степени (1894)
- Серебряная медаль в память Царствования Императора Александра Третьего (1896)
- Серебряная медаль в память Священного Коронования Их Императорских Величеств (1898)
- Орден Святого Станислава 2-й степени (6.12.1899)
- Черногорский орден Князя Данила 3-й степени (1899)
- Персидский орден Льва и Солнца (1900)
- Бронзовая медаль в память военных событий в Китае 1900—1901 годов (1902)
- Японский орден Священного Сокровища 3-й степени (1902)